# Anichinabés

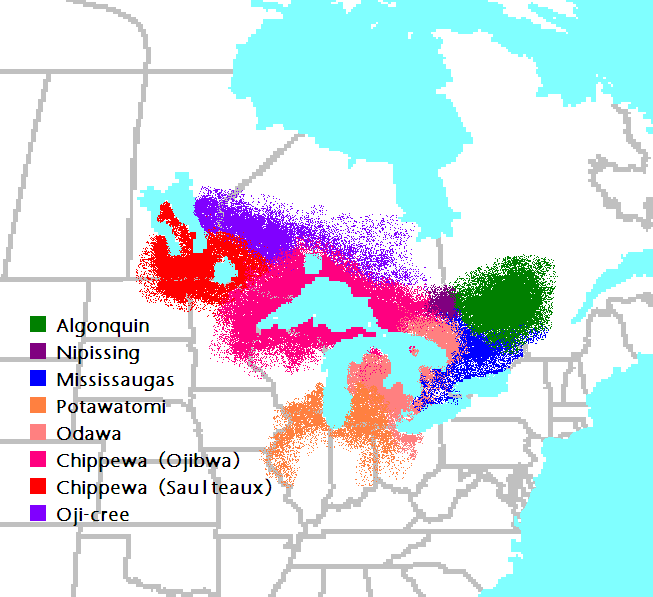
Distribution de Anichinabe et Anichinini vers 1800.

Les Anichinaabés sont un ensemble de nations autochtones d'Amérique du Nord parlant des langues algonquiennes aux racines présentant une certaine similitude. Cet ensemble inclut les Algonquins, les Outaouais, les Saulteaux, les Ojibwés, les Oji-Cris, les Mississaugas et les Potéouatamis.

## Étymologie, orthographe et prononciation du nom
Le nom Anichinaabé signifie « peuple originel ». Selon l'Office québécois de la langue française, la graphie Anichinaabé (au féminin Anichinaabée) doit être privilégiée en français. Dans l'usage, la graphie de ce mot demeure toutefois sujette à variation. On relève ainsi les formes Anichinaabée, Anicinabe et Anicinape en français, de même que les formes Anishnaabe (emprunté de l'anichnabé), Anishnâbé et Anishnape (empruntées à l'anglais). La suffixation des graphèmes k et g (correspondant respectivement à /k/ et /ɡ/) à la fin des mots est parfois aussi utilisée pour marquer le pluriel, par exemple Anishinabek, Anishinaabeg ou Anicinapek. En français, le nom est généralement prononcé [aniʃinabe].